# Franz Beer
Franz Beer (Au, 1º aprile 1660 – Bezau, 21 gennaio 1726) è stato un architetto austriaco dell'epoca barocca attivo soprattutto in Austria, Svizzera e nel sud della Germania.

## Biografia
Figlio di Michael Beer e di Maria Metzler. Fece l'apprendistato presso il cugino Michael Thumb. Alla morte di questo completò, insieme a Christian Tumb, la chiesa dell'Abbazia di Obermarchtal. 
È considerato il più importante costruttore e impresario della corporazione del Vorarlberg, progettò e realizzò molte chiese e conventi ma anche ospedali, palazzi signorili ed edifici di dimensioni minori. Tipiche dei suoi progetti sono le facciate affiancate da due larghi campanili e le navate sorrette da imponenti lesene che vennero riprese nell'architettura religiosa tardo-barocca.
Dal 1706 al 1722 visse a Costanza dove fu membro del consiglio comunale e del tribunale cittadino. Nel 1717 comprò Alp Blaichten e nel 1722 l'imperatore Carlo VI lo nobilitò autorizzando l'aggiunta della particella "von Blaichten" al cognome.

## Progetti
Tra i suoi progetti (non tutti realizzati) principali vi sono:
- L'abbazia di Holzen (Baviera) 1696-1704
- La ricostruzione dell'Abbazia di Salem 1697-1706
- Convitto e chiesa dell'Abbazia di Zwiefalten a Ehingen 1698-1706
- Chiesa dell'Abbazia di Irsee (Baviera) 1699-1702
- Progetto della chiesa dell'Abbazia di Weingarten 1700-1716
- Progetto per la chiesa e il convento dell'Abbazia di Rheinau 1705-1711
- Bozze per la Cattedrale di Soletta 1708
- Chiesa dell'Abbazia di Bellelay 1708-1714
- Chiesa e convento dell'Abbazia di Weissenau 1708-1721
- Progetto della chiesa dell'Abbazia di Münsterlingen 1709-1716
- Chiesa e parti del convento dell'abbazia di St. Urban (Pfaffnau) 1709-1733
- Abbazia di St. Katharinental 1714-1718
- Ambassadorenhof Soletta 1717-1721
- Progetto per l'Inselspital a Berna 1717
- Abbazia di Wörishofen 1719-1722